# Onora O'Neill
Onora Sylvia O'Neill (23 de agosto de 1941) es una filósofa británica y miembro de la Cámara de los Lores.

## Biografía
Hija de Douglas Walter O'Neill, fue educada en Alemania y en la St Paul's Girls 'School de Londres, antes de estudiar filosofía, psicología y fisiología en el Somerville College, Universidad de Oxford. Terminó un doctorado en la Universidad de Harvard, con John Rawls como su supervisor. Durante los años 70 enseñó en la Universidad de Barnard, la universidad de las mujeres en Universidad de Columbia, Nueva York. En 1977 regresó a Gran Bretaña y ocupó un puesto en la Universidad de Essex; fue profesora de Filosofía allí cuando se convirtió en directora de Newnham College, Cambridge, en 1992.
Es Profesora Emérita de Filosofía de la Universidad de Cambridge, expresidenta de la Academia Británica (2005-2009) y presidió la Fundación Nuffield (1998-2010).
En 2003, fue la fundadora de la British Philosophical Association (BPA). En 2013 ocupó el sillón de Filosofía de Spinoza en la Universidad de Ámsterdam.
Hasta octubre de 2006, fue directora de Newnham College en Cambridge y presidenta de la Comisión de Igualdad y Derechos Humanos hasta abril de 2016. El trabajo de O'Neill le ha valido numerosos honores y premios, entre ellos el Premio Berggruen de un millón de dólares.

## Filosofía
O'Neill ha escrito ampliamente sobre la filosofía política y la ética, la justicia internacional, la bioética y la filosofía de Immanuel Kant.
A través de varias obras, O'Neill ha defendido y aplicado una interpretación constructivista de la ética kantiana fuertemente influenciada por la obra de John Rawls y, sin embargo, crítica de ella, enfatiza la importancia de la confianza, el consentimiento y el respeto de la autonomía en una sociedad justa. Ha escrito extensamente acerca de la confianza, señalando «que la gente a menudo elige confiar en las mismas personas a las que decían no confiar» y sugiriendo que «necesitamos liberar a los profesionales y al servicio público para servir al público... a trabajar hacia más formas inteligentes de rendición de cuentas... [y] repensar una cultura mediática en la que la propagación de la sospecha se ha convertido en una actividad rutinaria».

## Honores y distinciones
O'Neill ha sido presidenta de la Sociedad Aristotélica (1988-1989), miembro del Comité de procedimientos de animales (1990-1994), presidió el Consejo Nuffield sobre Bioética (1996-1998), miembro y luego presidenta de la Comisión asesora de Genética Humana (1996-1999) y miembro del comité selecto de revisión de Carta de la BBC. Es presidenta de la Fundación Nuffield (desde 1997), fideicomisario de Sense About Science (desde 2002), fiduciaria de la Fundación Ditchley y fiduciaria del Gates Cambridge Trust. También ha sido presidenta de la Academia británica entre 2005 y 2009. Forma parte de la Junta Asesora de Incentivos para la Salud Global, la ONG formada para desarrollar la propuesta del Fondo de Impacto de la Salud.
En 1999, fue creada nombrada baronesa O'Neill de Bengarve, de The Braid en el Condado de Antrim, y en 2007 fue elegida como una FRS honoraria.
También es miembro honoraria extranjera de la Academia Estadounidense de las Artes y las Ciencias (1993) y de la Academia Austriaca de Ciencias (2002), miembro extranjero de la Sociedad Filosófica Americana (2003), y miembro honorario de la Academia Real Irlandesa (2003), miembro extranjero de la Leopoldina (2004) y de la Academia de Ciencias de Noruega (2006) y miembro de la Academia de Ciencias Médicas de Reino Unido. Es un miembro elegido del Hastings Center, una institución independiente de investigación en bioética.
En 2004 fue galardonada con un Doctorado Honorario por la Universidad de Bath. También fue distinguida Senior Fellow de la Escuela de Estudios Avanzados, Universidad de Londres, un honor otorgado en 2009.
O'Neill también recibió un Doctorado Honorario de la Universidad Heriot-Watt en 2007, y de Harvard en 2010.
En octubre de 2012,fue nominada como presidenta de la Comisión de Igualdad y Derechos Humanos y confirmada como tal en enero de 2013.
O'Neill fue nombrada miembro de la Orden de los Compañeros de Honor (CH) en los premios de Año Nuevo 2014 por los servicios de filosofía y política pública.
En 2014 O'Neill fue elegida para la orden alemana Pour le mérite für Wissenschaften und Künste.
En febrero de 2016 fue galardonada con la Cruz de la Orden al Mérito de la República Federal de Alemania por su destacada contribución a las cuestiones morales y éticas de la confianza, la responsabilidad en la vida cívica, la justicia y la virtud.
Es la presidenta de la Society for Applied Philosophy, una sociedad fundada en 1982 con el objetivo de promover el estudio filosófico y la investigación que tenga una relación directa con las áreas de interés práctico.
En 2017 fue galardonada con el Premio Noruego Holberg por sus destacadas contribuciones a la investigación en las artes y las humanidades «por su influyente papel en la filosofía ética y política». El mismo año fue galardonada con el Premio Berggruen.

### Libros
- O'Neill, Onora (1975). Acting on principle : an essay on Kantian ethics. New York: Columbia University Press.
- O'Neill, Onora (1986). Faces of Hunger: An Essay on Poverty, Development and Justice. Allen & Unwin.
- O'Neill, Onora (1989). Constructions of Reason: Exploration of Kant's Practical Philosophy. Cambridge University Press.
- O'Neill, Onora (1996). Towards Justice and Virtue. Cambridge University Press.
- O'Neill, Onora (2000). Bounds of Justice. Cambridge University Press.
- O'Neill, Onora (2002). Autonomy and Trust in Bioethics (The 2001 Gifford Lectures. Cambridge University Press.
- O'Neill, Onora (2002). A Question of Trust: The BBC Reith Lectures. Cambridge University Press.
- O'Neill, Onora (2005). Justice, Trust and Accountability. Cambridge University Press.
- O'Neill, Onora (2007). Rethinking Informed Consent in Bioethics. Cambridge University Press. (with Neil Manson)
- O'Neill, Onora (2015). Constructing autorities: reason, politics, and interpretation in Kant's philosophy. Cambridge University Press.
- O'Neill, Onora (2016). Justice across boundaries : whose obligations?. Cambridge University Press.

### Artículos seleccionados
- O'Neill, Onora (Verano, 1985). «Between consenting adults». Philosophy & Public Affairs (Wiley) 14 (3): 252-277. JSTOR 2265350.
- O'Neill, Onora (junio de 1998). «Kant on duties regarding nonrational nature». Proceedings of the Aristotelian Society, Supplementary Volumes (Wiley) 72 (1): 211-228. JSTOR 4107017. doi:10.1111/1467-8349.00043.
- O'Neill, Onora (diciembre de 2003). «Constructivism vs. contractualism». Ratio (Wiley) 16 (4): 319-331. doi:10.1046/j.1467-9329.2003.00226.x.
- O'Neill, Onora (Marzo–Abril, 2013). «Interpreting the world, changing the world». Philosophy Now 95: 8-9.